# Boğazlıyan
Boğazlıyan est une ville et un district de la province de Yozgat dans la région de l'Anatolie centrale en Turquie.

## Histoire
En 1915, Mehmed Kemal Bey fait déporter plus de 40,000 arméniens de Boğazlıyan vers Deir ez Zor. Il est le premier exécuté des procès d'Istanbul.